# Nit d'albaes
Nit d’albaes es una película escrita y dirigida por Maximiliano Thous Orts, producida en Valencia en 1925 por la compañía, creada por él mismo, Producciones Artísticas Cinematográficas Españolas (PACE), en colaboración con Ebro Films y Carlos Stela.
La película se estrenó en el Gran Teatro de Valencia el 14 de diciembre de 1925.
El argumento de la película está inspirado en el título homólogo del poema sinfónico compuesto en junio de 1881 por Salvador Giner, y como se trataba de una producción de cine mudo, la partitura no pudo trasladarse a la pantalla, por lo que era interpretada a lo largo de la proyección por la orquesta de la sala.
Anteriormente se realizaron otras versiones basadas en un drama lírico homónimo estrenado con libreto de José Guzmán Guallar y música del mismo Salvador Giner.
La versión castellana se estrenó con el título de Alboradas en 1900 y 1903. Pero parece que la versión teatral no tuvo demasiado éxito, aunque la música del maestro Giner gozó de gran popularidad durante décadas.
Es considerada la película más lograda de las dirigidas por Maximiliano Thous, que demostró un amplio conocimiento de las posibilidades de la cámara para plasmar un argumento con ambiciones poemáticas. Además es considerada una de las piezas musicales claves de la Renaixença musical valenciana, un ejemplo clave del uso del folclore musical valenciano dentro del lenguaje de composición culta. El film tiene un gran contenido valencianista que se reivindica en la misma promoción de la película en la que se destacó la valencianía tanto de los autores como de ambientes y contenido.
Tuvo un gran éxito por parte del público.
Cuando se estrenó en Valencia lo hizo con su título original, el cual fue traducido al castellano (Noche de Alboradas) al estrenarse en Madrid el 8 de febrero de 1926.
La película se ha perdido, actualmente no quedan más que un minuto y cuarenta segundos del metraje, en los que se muestra un paisaje lleno de barcas, agua, barracas y vegetación; pero se puede hacer una pequeña recomposición del mismo gracias a la cuantiosa documentación del legado de Thous que conserva la Filmoteca Valenciana, y gracias al folleto que publicó La Correspondencia de Valencia, sobre el argumento de la película.
Como también se cuenta con la obra teatral de Guzmán, se pueden ver los cambios argumentales introducidos por Thous en la película. De la obra teatral conserva el ambiente centrado en la Albufera y el conflicto melodramático alrededor del triángulo amoroso, aunque la película consigue alargar la acción tanto en el tiempo como en el espacio, de manera que la mayoría de las escenas son de nueva creación.

## Argumento
El protagonista masculino es "Visantet", llamado también Sento, hijo de un pescador del Pinar asesinado por una venganza; fue enviado de niño a trabajar en un establecimiento comercial naviero de Valencia ciudad, donde llega a tener un puesto de responsabilidad. Debido a su trabajo ha de trasladarse a Londres a realizar unos negocios y antes de irse quiere despedirse de su familia que vive en El Pinar. Mientras atraviesa la Albufera conoce a Doloretes, protagonista femenina de la obra,  hija del alcalde de El Pinar, que volvía de Valencia, donde había ido a comprar.
Entre los dos jóvenes nace una fuerte atracción que se ve reforzada por una anécdota que les sucede. Estando en la barca camino de El Pinar a Doloretes le cae un medallón a la Albufera y Sento se tira al agua para recogérselo, lo cual le hace enfermar de paludismo y entre sus delirios sueña que es el caballero andante de Doloretes. Tras recuperarse de su enfermedad se despide de su madre y de la que será el amor de su vida, Doloretes.
Mientras, el padre de Doloretes organiza una cacería de patos en la Albufera a la que asiste el conde de Fuenteturbia, jefe político del mismo, y parlamentario madrileño, que se lleva en su camarilla a  un colaborador turbio y gris, llamado Atilano (Atila de mal nombre) que al caer enfermo ha de quedarse en el pueblo y se aloja en casa del alcalde, encaprichándose de Doloretes.
El alcalde quiere que su hija acepte las tentativas de Atila por entablar una relación, pero ésta quiere esperar el regreso de Sento. Al llegar las fiestas del pueblo, entre los actos se lleva a cabo una “correguda de joies” (competición tradicional entre hombres de la huerta valenciana por un premio, la preciada "joya", que normalmente era un pañuelo de seda de distinto color sobre una corona de laurel que antiguamente se regalaba a la mujer amada al finalizar la carrera. Hoy en día, el premio sigue siendo el mismo, pero los jinetes compiten también con las amazonas y los caballos de cultivo son ahora más rápidos) en la que el premio principal era un pañuelo de Doloretes. Al concurso se inscriben tanto Atila como Sento, que caba de volver de Londres. La carrera es muy reñida pero gana Sento, y eso provoca la ira de Atila que decide matar a su rival con la ayuda del Moro, un camorrista del pueblo con quien organiza una trampa para Sento aprovechando la ronda de los jóvenes para cantar “albaes”.
Doloretes se entera del plan e intenta persuadir a su enamorado para que no vaya a cantar y lo encierra en su habitación. La rondalla del Moro va a cantar a casa de Sento y pone en duda su valor y luego va a casa de Doloretes donde está la rondalla partidaria de Sento, que se escapa de su habitación y acude a casa de Doloretes donde le ataca el Moro entre el tumulto organizado por las rondallas enfrentadas. Sento mata al Moro quien antes de morir confiesa todo el plan organizado por Atila. Sento y Doloretes se casan y se van en barca cruzando la Albufera.

## Intérpretes[9][5]
Ana Giner Soler, Antonio Gil Varela ("Varillas"), José Benítez, Carmen Corro, Manuel Gil, José Latorre, Francisco Llopis, Arturo Marimón, Leopoldo Pitarch, Francisco Priego, María Priego, Arturo Terol, Francisco Villasante.